# SPM Būtingė
Das SPM Būtingė ist eine spezielle Boje für die Verladung von Erdöl bei Būtingė im  Ostseeküstengewässer, nahe der litauisch-lettischen Seegrenze. Es wird vom litauischen Unternehmen ORLEN Lietuva betrieben. Es ist ein seegestütztes SPM-Terminal (Single point mooring buoy) etwa 7,5 km westlich des Ufers, bei dem die Tankschiffe an einer mit der Raffinerie (Ölterminal Būtingė) auf dem Festland über Pipelines verbundenen Boje entladen werden.
Als beleuchtetes Seezeichen markiert er die Position und die 1000-m-Sperrzone mit einem gelben Licht mit Morsecode U = ••–. Dieses Seezeichen ist national und international wie ein Leuchtturm oder ein Feuerschiff registriert.

## Geschichte
Ab 1993 plante ein Vorgänger der jetzigen AB ORLEN Lietuva, die AB Nafta, ein Terminal zu bauen. 1995 wurde die AB Būtingės nafta gegründet und nach Reorganisation der litauischen Erdölwirtschaft 1998 in die Unternehmensgruppe AB Mažeikių nafta (jetzt ORLEN Lietuva) eingegliedert. Am 21. Juli 1999 wurde das Terminal eröffnet.